# Migny
Migny là một xã ở tỉnh Indre khu vực trung bộ Pháp. Xã này có diện tích 13,35 km², dân số thời điểm năm 1999 là 99 người. Khu vực này có độ cao trung bình 123 mét trên mực nước biển.